# Drombus globiceps
Drombus globiceps är en fiskart som först beskrevs av Hora 1923.  Drombus globiceps ingår i släktet Drombus och familjen smörbultsfiskar. IUCN kategoriserar arten globalt som livskraftig. Inga underarter finns listade i Catalogue of Life.